# Ella McCay
Pour plus de détails, voir Fiche technique et Distribution.
Ella McCay est un film américain réalisé par James L. Brooks et dont la sortie est prévue en 2025.

## Synopsis
Ella McCay est une jeune femme idéaliste. Elle tente de mener sa carrière politique tout en gérant sa vie de famille. Elle espère pouvoir reprendre le poste de gouverneur de l'État, tenu depuis des années par celui qui lui a tout appris.

## Fiche technique
Sauf indication contraire, les informations mentionnées dans cette section peuvent être confirmées par les bases de données cinématographiques IMDb et Allociné,  présentes dans la section « Liens externes ».
- Titre original : Ella McCay
- Réalisation et scénario : James L. Brooks
- Musique : N/A
- Direction artistique : Bryan Felty
- Décors : Richard Toyon
- Costumes : Matthew Pachtman et Ann Roth
- Photographie : Robert Elswit
- Montage : Tracey Wadmore-Smith
- Production : Julie Ansell, James L. Brooks, Richard Sakai, Jennifer Simchowitz

Coproducteur : Colby Pines
Producteur délégué : Seth William Meier
- Société de production : Gracie Films
- Sociétés de distribution : 20th Century Studios (États-Unis), The Walt Disney Company France (France)
- Budget : N/A
- Pays de production :  États-Unis
- Langue originale : anglais
- Format : couleur
- Genre : comédie dramatique
- Dates de sortie[1] : Dates sujettes à modification
  - États-Unis : 12 décembre 2025
  - France : 4 février 2026

## Distribution
- Emma Mackey : Ella McCay
- Woody Harrelson
- Jamie Lee Curtis
- Kumail Nanjiani
- Spike Fearn
- Ayo Edebiri
- Albert Brooks
- Jack Lowden
- Rebecca Hall
- Julie Kavner
- Becky Ann Baker
- Troy Garity
- Erica McDermott
- Sheetal Sheth

## Production
En novembre  2023, il est annoncé que James L. Brooks va écrire et réalisé un film pour 20th Century Studios, avec Emma Mackey, Jamie Lee Curtis, Woody Harrelson, Ayo Edebiri, Albert Brooks, Kumail Nanjiani et Spike Fearn dans les rôles principaux. Le cinéaste n'avait plus réaliser de long métrage depuis Comment savoir sorti en 2010. En février 2024, Jack Lowden et Rebecca Hall rejoignent la distribution,.
Le tournage débute dans le Rhode Island le 1er février 2024 et se déroule notamment à Providence. Les prises de vues s'achèvent le 3 mai. Cependant, en janvier 2025, il est annoncé que de nouvelles scènes sont prévues dans Rhode Island en mars. Quelques sont par ailleurs prévues à Cleveland et La Nouvelle-Orléans,. En mars 2025, il est révélé que Julie Kavner, Becky Ann Baker et Joey Brooks jouent également dans le film.

## Sortie et accueil
La sortie américaine de Ella McCay est initialement fixée 19 septembre 2025, avant d'être repoussée pour des raisons inconnues au 12 décembre 2025.